# Partito Democratico Civico (Repubblica Ceca)
Il Partito Democratico Civico, anche noto come Partito Civico Democratico, (in ceco: Občanská Demokratická Strana - ODS) è un partito politico ceco di orientamento liberal-conservatore fondato nel 1991 da Václav Klaus, contestualmente alla dissoluzione di Forum Civico.
È membro dell'Unione Democratica Internazionale; in sede europea aderisce al Gruppo dei Conservatori e dei Riformisti Europei.

## Storia
Le elezioni parlamentari del 1990, svoltesi all'indomani della rivoluzione di velluto, avevano visto la vittoria di Forum Civico, formazione liberale e centrista guidata da Václav Havel. Successivamente, nel 1991, le divergenze emerse all'interno del partito ne determinarono la dissoluzione: fu così che la componente conservatrice di Václav Klaus costituì il Partito Civico Democratico, mentre quella social-liberale di Jiří Dienstbier dette vita al Movimento Civico; altri esponenti di estrazione liberal-conservatrice si unirono invece all'Alleanza Democratica Civica.
Alle parlamentari del 1992, tali forze politiche si presentarono con proprie liste. L'ODS, concorrendo insieme al Partito Cristiano Democratico, si attestò come il primo partito del Paese, raggiungendo il 29,7% dei voti; Klaus divenne quindi Primo ministro.
Le parlamentari del 1996 videro l'ODS confermare i propri consensi (29,6%), anche se perse 8 seggi, mentre alle parlamentari del 1998 registrò una flessione, ricevendo il 27,7% dei voti e venendo superato dal Partito Socialdemocratico Ceco. L'ODS sostenne il nuovo governo a guida socialdemocratica.
Le parlamentari del 2002 segnarono un ulteriore calo dell'ODS, che scese al 24,5% dei voti ed ottenne 58 seggi. Per la prima volta dalla sua fondazione l'ODS passò all'opposizione di un governo composto da Socialdemocratici, Unione Cristiana e Democratica - Partito Popolare Cecoslovacco e Unione della Libertà - Unione Democratica.
Alle elezioni europee del 2004, l'ODS ottenne il 30% dei voti, tornando ad essere il primo partito.
Alle parlamentari del 2006, il partito ha conseguito il 35,4% dei voti, eleggendo 81 deputati, tornando al governo con Mirek Topolánek.
Dal 2010 la leadership del partito è passata da Mirek Topolánek a Petr Nečas. Dopo la sconfitta subita alle elezioni del 2013 l'ODS passò all'opposizione, e vi rimase sino al 2021, durante i governi di Bohuslav Sobotka e Andrej Babiš.
Alle elezioni del 2021 costituì un'alleanza di centro-destra insieme ai democristiani ed al TOP 09, anch'essi all'opposizione. La loro coalizione ottenne il 27,8% dei voti e 71 parlamentari. Alleatisi con lo STAN ed il Partito Pirata, formarono un governo guidato da Petr Fiala, capo dell'ODS dal 2014.

## Risultati elettorali
| Elezione                     | Voti      | %     | Seggi    |
| ---------------------------- | --------- | ----- | -------- |
| Parlamentari 1992            | 1.924.483 | 29,73 | 76 / 200 |
| Parlamentari 1996            | 1.794.560 | 29,62 | 68 / 200 |
| Parlamentari 1998            | 1.656.011 | 27,74 | 63 / 200 |
| Parlamentari 2002            | 1.166.975 | 24,48 | 58 / 200 |
| Europee 2004                 | 700.942   | 30,05 | 9 / 24   |
| Parlamentari 2006            | 1.892.475 | 35,38 | 81 / 200 |
| Europee 2009                 | 741.946   | 31,45 | 9 / 22   |
| Parlamentari 2010            | 1.057.792 | 20,22 | 53 / 200 |
| Parlamentari 2013            | 384.174   | 7,73  | 16 / 200 |
| Europee 2014                 | 116.398   | 7,67  | 2 / 21   |
| Parlamentari 2017            | 572.962   | 11,32 | 25 / 200 |
| Europee 2019                 | 344.885   | 14,55 | 4 / 21   |
| Parlamentari 2021 (in Spolu) | 1.493.701 | 27,8  | 34 / 200 |
| Europee 2024 (in Spolu)      | 661.250   | 22,27 | 3 / 21   |
| 1.                           |           |       |          |